# Kaštel Krbava
Kaštel Krbava  bila je starohrvatska župna utvrda.
Podignuta je radi zaštite katedrale sv. Jakova Starijeg u Krbavi. U dokumentima se zove Castrum Corbavia.
Kaštel se nalazio istočno od katedrale. Od njega su danas ostali tek neznatni ostatci. Kaštel je bio u nepovoljnom obramenom položaju, jer je bio okružen šumom. Sve češći upadi osmanske vojske i vlaških martoloza na ovaj prostor, prisililo je zapovjednike na odluku o napuštanju. Kad je Krbavska biskupija preseljena odavde u sigurniji Modruš, kaštel je napušten. Dva kilometra sjevernije na mjestu povoljnijem za obranu sagrađena je nova utvrda i naselje, današnja Udbina.

## Vanjske poveznice
- Hrvatski martirologij Mjesta značajna za projekt izgradnje Crkve hrvatskih mučenika na Udbini